# Xenorate
Xenorate ist ein kostenloser Mediaplayer für Windows, der neben Audio- und Videowiedergabe auch DVD- und Video-CD-Formate abspielen kann.

## Entwicklung
Eine Besonderheit an Xenorate besteht darin, dass er nicht in der Programmiersprache C oder C++ geschrieben wurde, sondern mit dem sonst in diesem Bereich eher weniger genutzten Delphi.
Ursprünglich wurde der Player unter dem Namen MMX Player und später Xalerate entwickelt, was aus lizenzrechtlichen Gründen jedoch aufgegeben wurde. Im Februar 2003 wurde schließlich der Name Xenorate gewählt. Seitdem wurde Xenorate 2.2 mehr als 500.000 Mal heruntergeladen und ist bereits als Beilage zu diversen Computerzeitschriften erschienen.
Nach jahrelanger Pause wurde die Entwicklung im Jahr 2007 fortgesetzt und eine neue Version veröffentlicht. Für einen längeren Zeitraum wurde eine Version 3 vom Entwickler angekündigt, die die Dynamik und die Kompatibilität weiter steigern sollte. Eine Linux-Version war nicht geplant.

## Funktionsumfang
Xenorate unterstützt etwa 50 Video- und Audioformate, darunter sowohl gängige Musikformate wie MP3 oder Ogg, Videoformate wie DivX oder QuickTime als auch direkt Video-CDs, DVDs und Livestreaming als auch viele exotische Formate. Zudem ist neben Digitalzoom, Screenshotfunktion und Pitching die sonst nicht verbreitete Möglichkeit enthalten, Videos auf dem Desktop darzustellen. Unterstützt wird ebenfalls das automatische Laden und Anzeigen von Untertiteln wie auch mehrere Audio- und Videospuren in einer Datei bzw. auf einer DVD. Zudem lädt Xenorate auch M3U- oder PLS-Playlisten, speichert jedoch nur in seinem eigenen Format.
Xenorate basiert auf DirectShow-Filtern, welche keine Plattformunabhängigkeit ermöglichen. Xenorate unterstützt zwar Equalizer und ein Skinsystem, diese sind jedoch wie einige andere Kleinigkeiten mit Version 2.5 nicht auf dem Stand anderer Medienplayer wie z. B. Winamp.